# Белоярска АЕЦ
Белоярската АЕЦ „И. Б. Курчатов“ (на руски: Белоярская атомная электростанция им. И. В. Курчатова) е атомна електроцентрала в Русия. Разположена е в Свердловска област, на около 40 km източно от град Екатеринбург. Близкото атомно градче Заречни е основано, когато започва строителството на атомната електроцентрала. Това е третата построена атомна електроцентрала в Съветския съюз.
Централата разполага с четири енергоблока. Първите два са с реактори тип АМБ-100 и АМБ-200, но са спрени и са в процес по извеждане извън експлоатация. Вторите два са с реактори тип БН-600 и БН-800 и са в експлоатация, произвеждайки 16% от електроенергията в областта.
Това е първата комерсиална АЕЦ в Съветския съюз, както и първата АЕЦ в страната с голяма мощност, произвеждаща промишлена електроенергия.